# Voderady
Voderady (in ungherese Vedrőd) è un comune della Slovacchia facente parte del distretto di Trnava, nella regione omonima.